# دهستان گل‌تپه (سقز)
دهستان گل‌تپه نام دهستانی در بخش زیویه شهرستان سقز، استان کردستان در ایران است. بر اساس سرشماری مرکز آمار ایران در سال ۱۳۹۰، جمعیت آن ۶٬۶۰۷ نفر (۱٬۵۷۶ خانوار) بوده‌است.